# پیمان‌شکنی

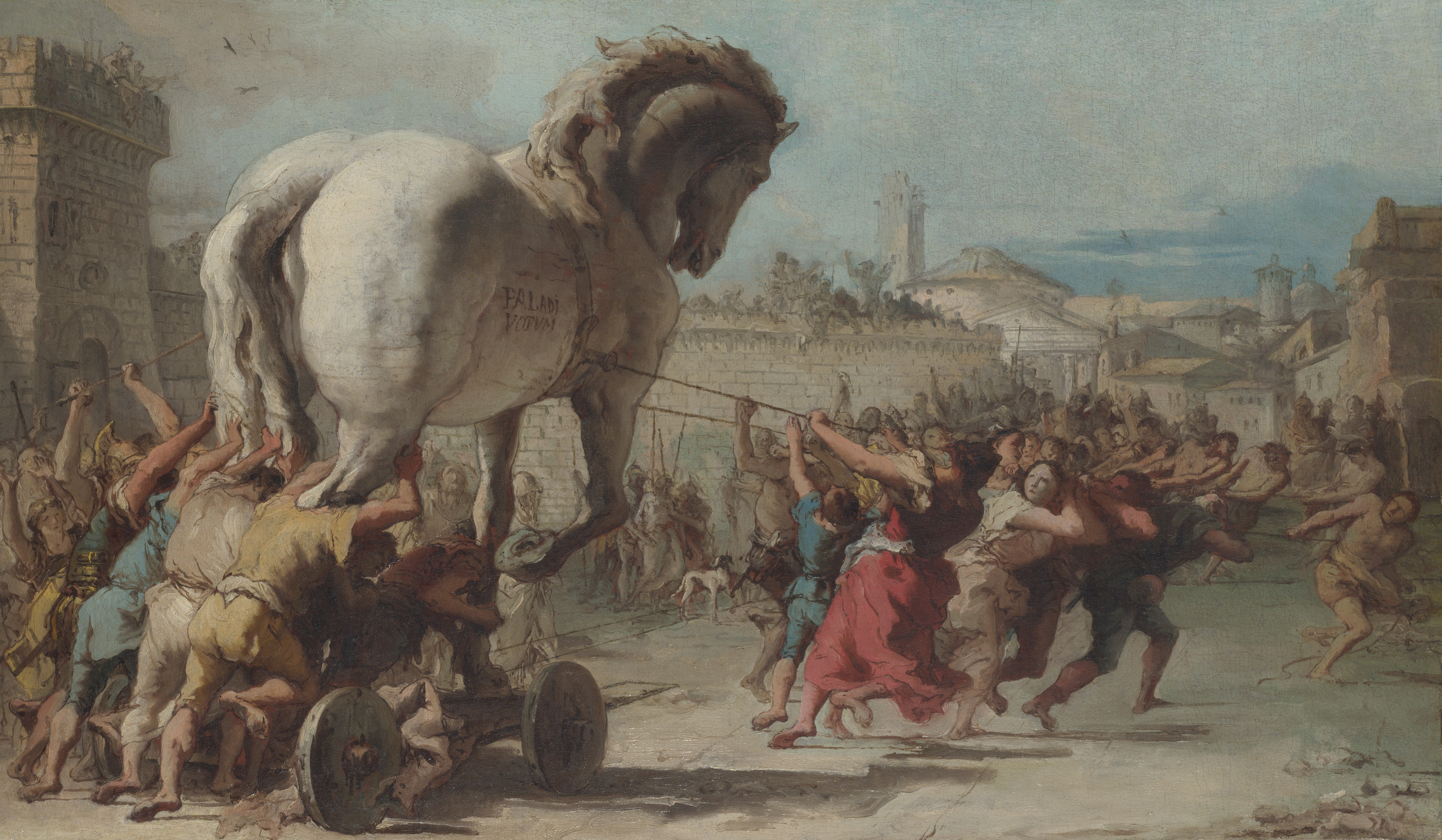
استفاده یونانیان از اسب تروا در جنگ تروا توسط منابع مدرن به عنوان نمونه‌ای باستانی از پیمان‌شکنی توصیف شده است.

پیمان‌شکنی (انگلیسی: Perfidy) در زمینه جنگ، نوعی تاکتیک فریبکارانه است که در آن یک طرف وانمود می‌کند که با حسن نیت عمل می‌کند، مانند اعلام آتش‌بس (مثلاً بالا بردن پرچم سفید)، اما این کار را با قصد عمدی شکستن آن وعده انجام می‌دهد. هدف این است که دشمن را فریب دهند تا گارد خود را پایین بیاورد، مانند بیرون آمدن از پناهگاه برای پذیرش تسلیم فرضی، فقط برای سوءاستفاده از آسیب‌پذیری او.
پیمان‌شکنی نقض قوانین جنگ است و بنابراین یک جنایت جنگی محسوب می‌شود، زیرا حمایت‌ها و محدودیت‌های متقابل ایجاد شده به نفع همه طرفین، پیکارگران و غیرنظامیان را تضعیف می‌کند.

## کنوانسیون‌های ژنو
پیمان‌شکنی به طور خاص طبق پروتکل اول الحاقی به کنوانسیون‌های ژنو مصوب ۱۲ اوت ۱۹۴۹ در سال ۱۹۷۷، ممنوع است که بیان می‌کند:
ماده ۳۷. - ممنوعیت پیمان‌شکنی
- کشتن، مجروح کردن یا اسیر کردن دشمن با توسل به پیمان‌شکنی ممنوع است. اعمالی که اعتماد دشمن را جلب می‌کند تا او را به این باور برساند که او حق دارد یا موظف است طبق قواعد حقوق بین‌الملل قابل اجرا در درگیری‌های مسلحانه از حمایت برخوردار شود، با قصد خیانت به آن اعتماد، پیمان‌شکنی محسوب می‌شود. اعمال زیر نمونه‌هایی از پیمان‌شکنی هستند:
  - تظاهر به قصد مذاکره زیر پرچم آتش‌بس یا تسلیم
  - تظاهر به ناتوانی ناشی از زخم یا بیماری
  - تظاهر به وضعیت غیرنظامی و غیررزمی
  - تظاهر به وضعیت حمایت‌شده با استفاده از علائم، نشان‌ها یا یونیفرم‌های سازمان ملل متحد یا کشورهای بی‌طرف یا سایر کشورهای غیر طرف درگیری.

- فریب‌های جنگی ممنوع نیستند. چنین فریب‌هایی اعمالی هستند که با هدف گمراه کردن دشمن یا وادار کردن او به اقدام بی‌پروا انجام می‌شوند، اما هیچ قاعده‌ای از حقوق بین‌الملل قابل اجرا در درگیری‌های مسلحانه را نقض نمی‌کنند و پیمان‌شکنی نیستند زیرا اعتماد دشمن را در رابطه با حمایت تحت آن قانون جلب نمی‌کنند. موارد زیر نمونه‌هایی از چنین فریب‌هایی هستند: استفاده از استتار، طعمه، عملیات ساختگی و اطلاعات نادرست.

ماده ۳۸. - نشان‌های شناخته شده
- استفاده نادرست از نشان‌های متمایز صلیب سرخ، هلال احمر یا شیر و خورشید سرخ یا سایر نشان‌ها، نشان‌ها یا سیگنال‌های پیش‌بینی شده توسط کنوانسیون‌ها یا این پروتکل ممنوع است. همچنین سوءاستفاده عمدی از سایر نشان‌ها، علائم یا نشانه‌های حفاظتی شناخته‌شده بین‌المللی، از جمله پرچم آتش‌بس و نشان حفاظتی اموال فرهنگی، در یک درگیری مسلحانه ممنوع است.

- استفاده از نشان مشخص سازمان ملل متحد، مگر در مواردی که توسط آن سازمان مجاز باشد، ممنوع است.

ماده ۳۹ - نشان‌های ملیت
- استفاده از پرچم‌ها یا نشان‌های نظامی، نشان‌ها یا یونیفرم‌های کشورهای بی‌طرف یا سایر کشورهای غیر عضو در درگیری مسلحانه ممنوع است.
- استفاده از پرچم‌ها یا نشان‌های نظامی، نشان‌ها یا یونیفرم‌های طرف‌های متخاصم در حین انجام حملات یا برای محافظت، حمایت، حفاظت یا ممانعت از عملیات نظامی ممنوع است.
- هیچ یک از مفاد این ماده یا ماده ۳۷، بند ۱، بر قواعد موجود و عموماً شناخته‌شده حقوق بین‌الملل که در مورد جاسوسی یا استفاده از پرچم‌ها در انجام درگیری مسلحانه در دریا قابل اجرا هستند، تأثیری نخواهد گذاشت.